# Dragon Ball (película de 1991)
Dragon Ball: The Magic Begins (新七龍珠　神龍的傳說, Xīn qī lóng zhū Shén lóng de chuán shuō) es una película de acción, ciencia ficción y de fantástico dirigida por Ryong Wang y protagonizada por Seong-tae Heo, Ju-hie Lee, Jang Min-Seok y Hyung-rae Shim.
Rodada en China el año 1989, no cuenta con derechos del creador de la obra original Akira Toriyama, de ahí que no tenga ningún personaje con su nombre real salvo el protagonista. Es un remake de la película de animación de 1986 Shenron no Densetsu.

## Sinopsis
Un joven guerrero llamado Goku (Seong-tae Heo) va en una búsqueda escandalosa de adquirir siete esferas mágicas, en el camino va golpeando a personas malas que quieren robar las esferas para sus propios deseos. Para que el dragón Shenlong conceda los deseos lo único que se debe hacer es juntar las siete Dragon Balls.
Entre la historia un malvado rey, el Rey Cuerno roba las místicas Dragon Balls para poseerlo todo, pero cuando una de las esferas ha sido robada, los guardianes de las joyas mágicas deberán entrar en acción. Ahora Goku y un hombre mitad tortuga, maestro de artes marciales el maestro Roshi, harán equipo para derrotar a la armada del rey en un desesperado intento por recuperar las Dragon Balls. Deberán unirse junto a Bulma, Yamcha y Oolong para derrotar a la armada de la Patrulla Roja y al Rey Cuerno.

## Reparto
| Personajes                            | Actores               | Doblaje       |
| ------------------------------------- | --------------------- | ------------- |
| Monkey Boy                            | Charles Chen Zi-Qiang | Irwing Daayán |
| Seetou                                | Jeannie Hsieh         | Circe Luna    |
| Piggy                                 | San Peng              | Herman López  |
| Westwood                              | Tung-Chuen Cheng      | Anabel Méndez |
| Turtle Man                            | Zhong Yu Huang        | Jaime Vega    |
| Sparkle                               | Kam Tao               |               |
| Abuelo Gohan                          | Chi Keung Chan        | Ricardo Hill  |
| Jen-Jen                               | Yi-Juan Li            |               |
| King Horn                             | Ruan-Feng Su          |               |
| Zebrata                               | Long-Sheng Jiang      |               |
| Malilia                               | Eveline Oranje        |               |
| Padre de Jen-Jen (como Yao Ying Hung) | Ying Hung Chiu        |               |

## Personajes
- Monkey Boy: El protagonista de la película, afirma ser el descendiente del Rey Mono. Basado en el personaje Son Goku de la serie Dragon Ball original.
- Seetoe: Una chica que casi corre sobre Monkey Boy, se convierte en la compañera de él con la esperanza de adquirir las Perlas de Dragón, mientras él está en su búsqueda para rescatar a su abuelo. Basado en el personaje de Bulma de la serie Dragon Ball original.
- Chispa: El abuelo de Monkey Boy, que es secuestrado por el King Horn. Está basado en el abuelo Gohan de la serie Dragon Ball original.
- King Horn: El antagonista principal, su única misión en la película va a ser adquirir las Perlas de Dragón para dominar el mundo. Basada en el Rey Gourumes de la primera película de Dragon Ball: Shenron no Densetsu (conocida como La maldición de los rubíes de sangre en la versión en inglés).
- Corucia: El hombre de confianza del King Horn, que trabaja como uno de los villanos al lado de Malilia en la búsqueda de recoger las Perlas de Dragón. Sobre la base de Bongo de la primera película de Dragon Ball: Shenron no Densetsu (conocida como La maldición de los rubíes de sangre en la versión en inglés).
- Malilia: La mujer de confianza del King Horn, que trabaja como uno de los villanos al lado de Corucia en la búsqueda de recoger las Perlas Dragón. Sobre la base de Pasta de la primera película de Dragon Ball: Shenron no Densetsu (conocida como La maldición de los rubíes de sangre en la versión en inglés).
- Piggy: Un hombre con sobrepeso con la habilidad de cambiar de forma que acompaña a Monkey Boy y Seetoe en su viaje para recoger las Perlas Dragón después de Monkey Boy lo vence en una pelea corta. Piggy afirma ser un descendiente de Zhu Wuneng, que acompañó al Rey Mono, en el Viaje al Oeste. En el curso de la película se tratan unos a otros como "hermanos". Él se reveló más tarde a ser el propietario de una Perla del Dragón. Sobre la base de Oolong de la serie Dragon Ball original.
- Westwood: Un bandido que intenta saquear a Monkey Boy, Seetoe y Piggy, mientras viajan. Si bien tiene miedo de las mujeres, que se muestra cuando ve a Seetoe por primera vez, él es el compañero de la señorita Knowwhat/Blancanieves, una cacatúa que habla. Él demuestra ser un rival valioso y aliado de Monkey Boy y los demás cuando ayuda a derrotar a King Horn y se demuestra ser el propietario de una Perla del Dragón. Sobre la base de Yamcha de la serie Dragon Ball original.
- Miss Knowwhat/Blancanieves: Una cacatúa de craqueo que habla, es el compañero de Westwood. Sobre la base de Puar de la serie Dragon Ball original.
- Turtle Man: Un hombre de edad que vive una vida solitaria en una isla, se dice que es uno de los mejores luchadores del mundo. Da a Monkey Boy una nube mágica para el transporte, que afirma haber capturado hace siglos, y que convoca a través de una utilización de los movimientos de baile cómico. Sobre la base del Maestro Roshi en la serie Dragon Ball original.
- Jen-Jen: Una de las niñas de la aldea que fue destruida por el King Horn, que tiene por objetivo obtener las Perla del Dragón para reconstruir su aldea, y en el camino se reúne con Monkey Boy y los demás. Sobre la base de Pansy de la primera película de Dragon Ball: Shenron no Densetsu (conocida como La maldición de los rubíes de sangre en la versión en inglés).

## Curiosidades
- El personaje de Jen-Jen es una amalgama de Pansy (el personaje de Shenron no Densetsu cuya casa fue destruida) y Chi-Chi.